# Nico Jung
Nico Jung, né le 9 mars 1982 à Bâle, est un joueur de beach soccer international suisse.

## Biographie
Avec la Suisse, Nico Jung remporte la Coupe d'Europe des nations en 2005 et est élu meilleur gardien de la compétition. En 2009, le portier suisse reçoit à nouveau cette récompense malgré la défaite en finale.
Lors de la Coupe du monde 2009, Nico Jung est en état de grâce et contribue à l'accession de son pays en finale perdue contre le Brésil.
En 2011, Nico Jung dispute la coupe du monde des clubs avec le club américain des Seattle Sounders, il perd aux tirs-au-but en quart de finale.
En 2012, avec le BSC Chargers Baselland, Nico Jung est élu meilleur gardien du Championnat de Suisse de beach soccer. À la fin de la saison, le gardien international suisse décide de quitter le haut niveau du beach soccer pour se concentrer sur sa famille et sa carrière professionnelle. À la suite des qualifications ratées pour la Coupe du monde 2013 et quelques blessures récurrentes, Jung arrête sa carrière après neuf ans d'expérience internationale et ses débuts en 2003 contre la Belgique dans un match amical joué à Marseille.

## Palmarès

### En sélection

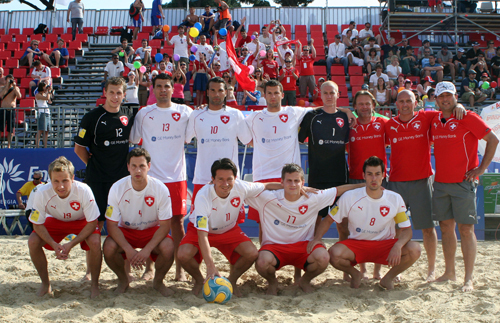
Nico Jung (n°1) avec la Suisse en 2009.

- Coupe du monde de beach soccer
  - Finaliste en 2009

- Euro Beach Soccer League : 
  - Vainqueur en 2012
  - Finaliste en 2011
  - 3e en 2013

- Euro Beach Soccer Cup
  - Vainqueur en 2005
  - Finaliste en 2008 et 2009

### Individuel
Meilleur gardien
- de la Coupe d'Europe des nations en 2005 et 2009
- du Championnat de Suisse en 2012

## Statistiques
Nico Jung prend part à 2 coupes du monde pour 9 matchs dont 5 victoires et 27 buts encaissés.